# Caecum trachea
Caecum trachea is een slakkensoort uit de familie van de Caecidae. De wetenschappelijke naam van de soort werd in 1803 voor het eerst geldig gepubliceerd door George Montagu.

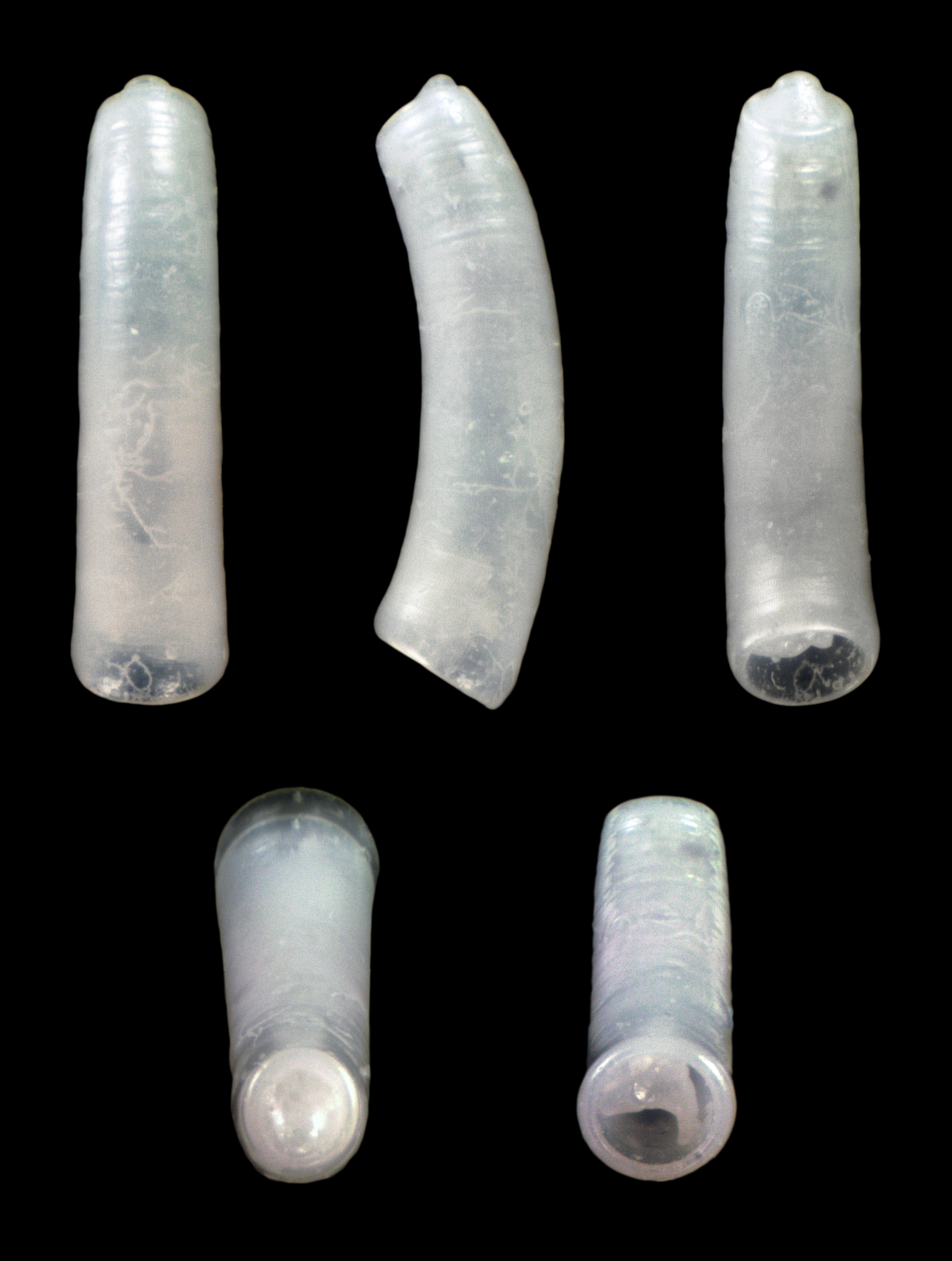
Caecum trachea obsoleta (Carpenter, 1859)